# Albert Ferdinand Heinrich Berndt
Albert Ferdinand Heinrich Berndt (* 25. Mai 1820 in Küstrin; † 5. Dezember 1879 in Nordhausen) war ein deutscher Jurist und Parlamentarier.

## Leben
Berndts Vater war Friedrich August Gottlob Berndt, damals Kreisphysikus in Küstrin und später Professor an der Universität Greifswald. Berndt studierte von 1838 bis 1842 an der Ruprecht-Karls-Universität Heidelberg, der Friedrich-Wilhelms-Universität zu Berlin, der Friedrichs-Universität Halle und der Königlichen Universität zu Greifswald Rechtswissenschaft. Er wurde Mitglied der Corps Guestphalia Heidelberg (1839), Pomerania Berlin (1840), Borussia Halle (1840) und Borussia Greifswald (1841). 1846 bestand er das Assessorexamen. 1849 wurde er zum Land- und Stadtrichter in Schlochau ernannt. 1851 wechselte er als Kreisrichter nach Neustettin, wo er 1856 zum Kreisgerichtsrat ernannt wurde. Berndt saß von 1855 bis 1858 für den Wahlkreis Marienwerder 1 im Preußischen Abgeordnetenhaus. 1858 wechselte er als Kreisrichter nach Zeitz. 1862 ging er als Rechtsanwalt und Notar nach Nordhausen. Dort war er zuletzt Justizrat und Kreisgerichtsdirektor. Er besaß ein Rittergut in Neustettin.
Er war Mitglied der Zeitzer Freimaurerloge Victoria zur Beglückenden Liebe.

## Ehrungen
- Ehrenmitglied des Corps Borussia Halle

## Schriften
- Dr. Friedrich August Gottlob Berndt. Eine biographische Skizze. C. A. Koch’s Verlags-Buchhandlung, Greifswald und Leipzig 1856. (Biographie über seinen Vater, Digitalisat)